# Anton Kohler
Anton Kohler ( nacido en 1907 en Múnich, fallecido el 7 de septiembre de 1961 ) fue un ajedrecista alemán.

## Trayectoria como ajedrecista
En 1937 quedó tercero en Stadtprozelten / Main, y fue 12.º en Bad Oeynhausen (4.º Campeonato Nacional de Alemania, con triunfo de Georg Kieninger). En 1938, ganó en el Torneo de Heilbronn, y empatado en el 8.º-9.º en Bad Oeynhausen ( 5.º Campeonato Nacional de Alemania, victoria de Erich Eliskases). En 1938/39 empató por el primer al tercer puesto en el Torneo de Karlsruhe.
En 1939, logró ser 4.º-5.º en Bad Oeynhausen ( 6.º Campeonato Nacional de Alemania, con triunfo para Eliskases). En 1940 fue 5.º en Bad Oeynhausen ( 7.º Campeonato Nacional de Alemania, título para Kieninger ), y compartió el primer puesto con Yefim Bogoliubov en Cracovia/ Krynica / Varsovia ( 1.º Campeonato Nacional de Polonia).
Después de la Segunda Guerra Mundial ganó en Passau en 1952, y quedó 27.º en Leipzig en 1953 ( Campeonato Nacional de Alemania, con triunfo de Wolfgang Unzicker).